# Broen over Storstrømmen
Broen over Storstrømmen er en dokumentarfilm instrueret af Leo Hansen.